# Sywell
Sywell est un village et une paroisse civile du Northamptonshire, en Angleterre. Administrativement, il relève de l'autorité unitaire du North Northamptonshire.